# Roger Piérard
Roger Paul Eugène Constant Piérard (ur. 28 sierpnia 1887 w Brukseli – zm. ?) – belgijski piłkarz grający na pozycji obrońcy. Był reprezentantem Belgii.

## Kariera klubowa
Swoją karierę piłkarską Piérard rozpoczął w klubie Racing Club de Bruxelles. W sezonie 1903/1904 zadebiutował w jego barwach w pierwszej lidze belgijskiej. W 1904 roku przeszedł do Royale Union Saint-Gilloise. Z klubem tym pięciokrotnie wywalczył mistrzostwo Belgii w sezonach 1904/1905, 1905/1906, 1906/1907, 1908/1909 i 1909/1910 oraz czterokrotnie wicemistrzostwo Belgii w sezonach 1907/1908, 1911/1912, 1912/1913 i 1913/1914. Zdobył też dwa Puchary Belgii w sezonach 1912/1913 i 1913/1914.

## Kariera reprezentacyjna
W reprezentacji Belgii Piérard zadebiutował 22 kwietnia 1906 w wygranym 5:0 towarzyskim meczu z Francją, rozegranym w Saint-Cloud. Od 1907 do 1909 rozegrał w kadrze narodowej 8 meczów.